# Stéphanie Frappart
Pour les articles homonymes, voir Frappart.
Stéphanie Frappart, née le 14 décembre 1983 au Plessis-Bouchard, est une arbitre internationale de football française. Elle est la première femme à arbitrer un match professionnel masculin en Ligue 2, puis la première à arbitrer un match en Ligue 1 masculine. Elle arbitre la finale de la Coupe du monde féminine de football de 2019 et la Supercoupe de l'UEFA 2019. Elle est la première femme à diriger une rencontre internationale masculine en compétition officielle en 2019, à l'occasion de la Ligue des nations, ainsi qu'à arbitrer en Ligue des champions masculine en 2020 et en Coupe du monde de football masculine en 2022. Elle est élue meilleure arbitre au monde en catégorie féminine en 2019 et 2020.

## Biographie

### Une progression constante
Elle commence à jouer au football à l'AS Herblay et au FC Pierrelaye et s'oriente à l'adolescence vers l'arbitrage, qui offre de meilleures perspectives professionnelles. Elle arbitre pour les amateurs à partir de 19 ans, notamment des matchs de division d'honneur. Elle officie en D1 féminine pour la première fois le 19 octobre 2003 en arbitrant le match Hénin-Beaumont - La Roche-sur-Yon. En mai 2011, elle arbitre sa première finale, celle du Challenge de France féminin entre le Montpellier HSC et l'AS Saint-Étienne. Elle est membre de la Fédération sportive et gymnique du travail (FSGT).
Nommée meilleure arbitre féminin en 2014 aux Trophées UNFP du football, Stéphanie Frappart devient cette même année la première femme à arbitrer un match professionnel masculin de football français, dans le Championnat de France de football de Ligue 2,.
Elle fait partie des arbitres officiant à la Coupe du monde féminine de football 2015, au tournoi féminin de football aux Jeux olympiques d'été de 2016 et au Championnat d'Europe de football féminin 2017.
Elle est également sélectionnée pour arbitrer certains matches, dont la finale de la Coupe du monde féminine de football des moins de 20 ans 2018.

### Une reconnaissance au plus haut niveau
Le 28 avril 2019, Stéphanie Frappart est désignée pour arbitrer le match de la 34e journée de Ligue 1 opposant l'Amiens SC au RC Strasbourg en tant qu'arbitre centrale. Elle devient ainsi la première femme à arbitrer un match de Ligue 1. Cela intervient peu de temps après sa nomination par la FIFA comme arbitre de la Coupe du monde féminine de football de 2019. D'après le journal L'Équipe, elle a réussi son premier match de Ligue 1 avec brio, ce qui n'est pas étonnant puisqu'elle était déjà très performante en Ligue 2, où elle a également été la première arbitre féminine à exercer.
Le Comité exécutif de la Fédération française de football promeut Stéphanie Frappart en tant qu'arbitre de Ligue 1 pour la saison 2019-2020 ; elle devient ainsi la première arbitre Fédéral 1 de l'histoire du football français.
Le 5 juillet 2019, la FIFA choisit Stéphanie Frappart pour arbitrer la finale de la Coupe du monde féminine 2019 ayant lieu le 7 juillet 2019 à Lyon.
Elle est nommée pour arbitrer la Supercoupe de l'UEFA 2019 entre Liverpool FC et Chelsea FC, se déroulant le 14 août 2019 à Istanbul. Le 6 septembre 2020, elle arbitre le match de Ligue des nations opposant Malte à la Lettonie et devient ainsi la première femme à diriger une rencontre internationale masculine en compétition officielle.
Le 4 octobre 2020, elle arbitre son premier choc en Ligue 1, l'Olympico entre l'OL et l'OM. Le 22 octobre 2020, elle arbitre pour la première fois en Ligue Europa, avec le match du groupe G entre Leicester et Zorya Louhansk. Le 2 décembre 2020, elle arbitre son premier match de Ligue des champions masculine à l'occasion de la rencontre Juventus FC-Dynamo Kiev.
Neuf ans après son dernier match arbitré dans une compétition féminine française, elle est désignée pour diriger le 30 mai 2021 la rencontre décisive pour le titre de championne de France entre l'OL et le PSG, son 36e match en D1F.
Le 21 avril 2021, Stéphanie Frappart est retenue par l'UEFA comme quatrième arbitre et arbitre réserviste pour le Championnat d'Europe 2020, qui se déroule dans douze pays différents, ce qui est une première pour une femme dans cette compétition majeure.
En 2021, elle figure dans le classement des « 30 qui font le foot français » établi par le journal L'Équipe.
En 2021, elle est également retenue parmi les 25 arbitres centraux sélectionnés pour le tournoi féminin de football aux Jeux olympiques d'été de 2020 où elle officie notamment en tant qu'arbitre centrale du match Nouvelle-Zélande - USA.
Le 30 mars 2022, elle est l'arbitre centrale du quart de finale de la Ligue des champions féminine de l'UEFA 2021-2022 opposant le FC Barcelone au Real Madrid. Le match, se déroulant devant 91 553 spectateurs, établit ainsi un nouveau record du monde pour un match de football féminin.
En avril 2022, elle est la première femme désignée par le comité exécutif de la Fédération française de football pour arbitrer la finale de Coupe de France masculine. Le même mois, elle est désignée pour faire partie des 13 arbitres de champs retenues pour officier durant le Championnat d'Europe féminin de football 2022.
Le 19 mai 2022, elle compte parmi les 3 femmes sélectionnées en tant qu'arbitres principales lors de la phase finale de la Coupe du monde de football 2022. Elle est la seule Européenne dans cette liste qui comprend aussi 33 arbitres principaux hommes, dont le français Clément Turpin,.
Le 22 novembre 2022, elle devient la première femme à officier durant une phase finale de Coupe du monde masculine en tant que 4e arbitre des rencontres entre le Mexique et la Pologne et entre le Portugal et le Ghana. Le 1er décembre 2022, elle devient la première femme de l'histoire à arbitrer un match de Coupe du monde masculine, à savoir le match Costa-Rica-Allemagne,, comptant pour la 3e journée du groupe E. 
Elle officie lors de la première édition de la Finalissima féminine le 6 avril 2023.
En 2023, elle est retenue pour officier durant la coupe du monde féminine de football 2023.
| Date              | Équipe 1         | Résultat         | Équipe 2         | Averti           | Carton jaune · Carton jaune · Carton rouge | Carton rouge     | Vidéo assistance (VAR) |
| Phase de groupes  | Phase de groupes | Phase de groupes | Phase de groupes | Phase de groupes | Phase de groupes                           | Phase de groupes | Phase de groupes       |
| ----------------- | ---------------- | ---------------- | ---------------- | ---------------- | ------------------------------------------ | ---------------- | ---------------------- |
| 1er décembre 2022 | Costa Rica       | 2 - 4            | Allemagne        | 1 (1-0)          | 0                                          | 0                | Drew Fischer           |

## Distinctions
- Meilleure arbitre de football au monde selon l'IFFHS en 2019 et en 2020[37],[38],[39].

- Chevalier de l'ordre national du Mérite (2019)[40].